# B46 (Kernwaffe)
Die B46 oder auch Mk-46 war eine thermonukleare Bombe der USA.
Sie wurde in den späten 1950er Jahren getestet, aber nicht zur Serienreife gebracht. Einige Vorserientypen wurden als TX-46 (test and experimental) erfolgreich getestet.
Der Aufbau der thermonuklearen Bombe entspricht dem Teller-Ulam-Design.
Der primäre Fissionssprengsatz besaß eine Wirkung von 81 kt TNT. Der Test der B46 erfolgte im Rahmen der Operation Hardtack (1958). Die Gesamtsprengkraft der Bombe wurde erstmals im Test Hardtack Butternut getestet und mit 81 kt TNT angegeben. Weitere Modifikationen führten zu einer Erhöhung der Sprengwirkung, so dass beim Test Hardtack Yellowwood 330 kt TNT und schließlich beim Test Hardtack Oak die vollen angestrebten 8,9 Mt TNT erreicht wurden.

## Geschichte
Die B46 ist eine Weiterentwicklung der älteren und größeren MK-21, die während des Tests Castle Bravo gezündet wurde. Das Konstruktionsprinzip der B46 stellt die Grundlage der TX-53 (B53) dar, die 1959 in Dienst gestellt wurde.

## Technische Daten
- Masse: 3700 kg (8120 lb)
- Durchmesser 86 cm (34 in)
- Sprengkraft: 8,9 Mt TNT